# Episodi di Armstrong Circle Theatre (undicesima stagione)
L'undicesima stagione della serie televisiva Teatro di Armstrong (Armstrong Circle Theatre) è stata trasmessa in anteprima negli Stati Uniti d'America dalla CBS tra il 12 ottobre 1960 e il 13 settembre 1961.
In Italia è stata trasmessa da Telecapri dal 15 gennaio al 7 marzo 2015.
| nº | Titolo originale                                         | Titolo italiano | Prima TV USA      | Prima TV Italia |
| -- | -------------------------------------------------------- | --------------- | ----------------- | --------------- |
| 1  | Engineer of Death: The Eichmann Story                    |                 | 12 ottobre 1960   |                 |
| 2  | The Antique Swindle                                      |                 | 9 novembre 1960   |                 |
| 3  | The Hidden World                                         |                 | 23 novembre 1960  |                 |
| 4  | A Memory of a Murder                                     |                 | 7 dicembre 1960   |                 |
| 5  | The Immortal Piano                                       |                 | 21 dicembre 1960  |                 |
| 6  | Black Market Babies                                      |                 | 4 gennaio 1961    |                 |
| 7  | Medicine Man                                             |                 | 18 gennaio 1961   |                 |
| 8  | The Spy Next Door                                        |                 | 15 febbraio 1961  |                 |
| 9  | Battle of Hearts                                         |                 | 20 dicembre 1961  |                 |
| 10 | The Fortune Tellers                                      |                 | 1º marzo 1961     |                 |
| 11 | Minerva's Children                                       |                 | 15 marzo 1961     |                 |
| 12 | The Crime Without a Country                              |                 | 29 marzo 1961     |                 |
| 13 | Engineer of Death: The Eichmann Story                    |                 | 12 ottobre 1960   |                 |
| 14 | Briefing from Room 103                                   |                 | 26 aprile 1961    |                 |
| 15 | Moment of Panic                                          |                 | 10 maggio 1961    |                 |
| 16 | Days of Confusion: The Story of College Admissions       |                 | 24 maggio 1961    |                 |
| 17 | Parole Granted                                           |                 | 7 giugno 1961     |                 |
| 18 | The Dedicated American, the Story of Dr. Gordon Seagrave |                 | 21 giugno 1961    |                 |
| 19 | The Spy Next Door                                        |                 | 5 luglio 1961     |                 |
| 21 | A Memory of a Murder                                     |                 | 7 dicembre 1960   |                 |
| 22 | The Crime Without a Country                              |                 | 16 agosto 1961    |                 |
| 23 | Moment of Panic                                          |                 | 30 agosto 1961    |                 |
| 24 | Days of Confusion: The Story of College Admissions       |                 | 13 settembre 1961 |                 |